# دجاج صخري أبيض العنق
الدجاج الصخري أبيض العنق (الاسم العلمي: Picathartes gymnocephalus)، هو نوع من الطيور يتبع جنس الدجاج الصخري ضمن رتبة العصفوريات. وهو طائر متوسط الحجم ذو عنق طويل أبيض كما يدل الاسم عليه. يستوطن غرب أفريقيا في الغابات المطيرة الصخرية من غانا إلى غينيا. يتغذى على الحشرات والضفادع الصغيرة. وُصفت لأول مرة في 1825.